# Врх-при-Вишні Гори
Врх-при-Вишні Гори (словен. Vrh pri Višnji Gori) — поселення в общині Іванчна Гориця, Осреднєсловенський регіон, Словенія. Висота над рівнем моря: 551,6 м.